# Terapia evolutiva
A terapia evolutiva é um subcampo da medicina evolutiva que utiliza conceitos da biologia evolutiva no tratamento de doenças causadas por entidades em evolução, como câncer e infecções microbianas. Esses agentes de doenças em evolução adaptam-se à pressão seletiva introduzida pelo tratamento, permitindo que desenvolvam resistência à terapia, tornando-a ineficaz.
A terapia evolutiva baseia-se na noção de que a evolução darwiniana é a principal razão por trás da letalidade do câncer em estágio avançado e das infecções bacterianas multirresistentes, como o Staphylococcus aureus resistente à meticilina. Assim, a terapia evolutiva sugere que o tratamento de doenças evolutivas tão dinâmicas deve mudar ao longo do tempo para ter em conta as mudanças nas populações de doenças. As estratégias de tratamento adaptativo geralmente alternam entre diferentes medicamentos ou doses de medicamentos para aproveitar padrões previsíveis de evolução da doença. Isso contrasta com a abordagem de tratamento padronizada, que é aplicada a todos os pacientes e igualmente baseada no tipo e grau do câncer. Ainda existem inúmeros obstáculos ao uso da terapia evolutiva na prática clínica. Esses obstáculos incluem alta contingência de trajetória, velocidade de evolução e incapacidade de rastrear o estado populacional da doença ao longo do tempo.

## Contexto
A resistência à quimioterapia e às terapias moleculares direcionadas é um grande problema enfrentado pela pesquisa atual sobre o câncer. Todos os cânceres malignos são fundamentalmente governados pela dinâmica darwiniana da evolução somática do câncer. Os cânceres malignos são clados de células em evolução dinâmica que vivem em microhabitats distintos que quase certamente garantem o surgimento de populações resistentes à terapia. Terapias citotóxicas contra o câncer também impõem intensas pressões de seleção evolutiva nas células sobreviventes e, assim, aumentam a taxa evolutiva. É importante referir que os princípios da dinâmica darwiniana também incorporam princípios fundamentais que podem iluminar estratégias para a gestão bem-sucedida do câncer. Erradicar as populações grandes, diversas e adaptáveis encontradas na maioria dos cânceres representa um desafio formidável. Um centímetro cúbico de câncer contém cerca de 10^9 células transformadas e pesa cerca de 1 grama, o que significa que há mais células cancerígenas em 10 gramas de tumor do que pessoas na Terra. A divisão celular desigual e as diferenças nas linhagens genéticas e nas pressões de seleção microambiental significam que as células dentro de um tumor são diversas tanto na composição genética quanto nas características observáveis.

## Estratégias de tratamento

### Terapia adaptativa
A abordagem padrão para tratar o câncer é dar aos pacientes a quantidade máxima tolerada de quimioterapia com o objetivo de causar o máximo de dano possível ao tumor sem matar o paciente. Este método é relativamente eficaz, mas também causa grandes toxicidades. A terapia adaptativa é uma terapia evolutiva que visa manter ou reduzir o volume do tumor empregando doses mínimas eficazes de medicamentos ou férias medicamentosas programadas. O momento e a duração dessas férias, que dependem da capacidade de modular populações de células cancerígenas resistentes vs. sensíveis por meio da competição, é um assunto que tem sido estudado usando o controle ótimo em estudos teóricos baseados em modelos baseados na teoria dos jogos evolucionários. A capacidade de modular essas populações secundariamente depende da suposição de que há uma seleção dependente da frequência e um custo de aptidão associado a essa resistência.
A prova de conceito da terapia adaptativa também foi estabelecida em um recente ensaio clínico de fase 2, bem como in vivo.